# Верде, Алессандро
Алессандро Верде (итал. Alessandro Verde; 27 марта, 1865 Сант'Антимо, королевство Италия — 29 марта 1958, Рим, Италия) — итальянский куриальный кардинал и ватиканский сановник, доктор обоих прав. Секретарь Священной Конгрегации обрядов с 26 июня 1915 по 14 декабря 1925. Архипресвитер патриаршей Ватиканской базилики с 11 октября 1939 по 29 марта 1958. Кардинал-дьякон с 14 декабря 1925, с титулярной диаконией Санта-Мария-ин-Космедин с 17 декабря 1925 по 16 декабря 1935. Кардинал-священник с титулом церкви pro illa vice Санта-Мария-Нуова с 16 декабря 1935. Кардинал-протопресвитер с 12 июня 1952.